# Плакат
Плака́т (фр. рlасаrd — «приклеенное», от plaquier — «приклеивать»), также по́стер (от англ. poster) — разновидность прикладной печатной графики, наборно-шрифтовое или художественно-иллюстративное листовое крупноформатное печатное тиражное издание, содержащее в наглядно-компактном виде информацию рекламного, агитационно-пропагандистского, инструктивно-методического, учебного и другого характера. Лист плаката содержит броское изображение и броский заголовок или призыв. В современном дизайне плакат воспринимается как «сведённое в чёткую визуальную формулу сообщение, предназначенное современнику для выводов и конкретных действий». Данная формула отражает определённый уровень графического дизайна и информирует о предмете коммуникации.
К особенностям этого вида искусства можно отнести следующее: плакат должен быть виден на расстоянии, быть понятным и хорошо восприниматься зрителем. В плакате часто используется художественная метафора, разномасштабные фигуры, изображение событий, происходящих в разное время и в разных местах, контурное обозначение предметов. Для текста важным является шрифт, расположение, цвет. В плакатах используется также фотография в сочетании с рисунком и живописью.
Как правило, плакаты печатаются на бумаге, реже на ткани. Для создания плакатного макета могут быть использованы такие техники как: линогравюра (гравюра на линолеуме), ксилография (на дереве) и другие техники гравирования. На этапе зарождения и расцвета ведущей техникой печати плаката являлась литография (гравюра на камне), реже автотипия (в плакатах, использующих фотомонтаж). В середине XX века офсетная (фотомеханическая) печать вытеснила литографию в плакате. В конце XX — начале XXI веков с появлением относительно дешёвых цифровых принтеров получила распространение цифровая печать плакатов.

## История
Считается, что плакат возник в результате эволюции от шрифтовых театральных афиш и объявлений, на которых всё большее место занимали орнамент и фигурные изображения в Западной Европе во второй половине XIX века. В большинстве плакатов этого времени в основном используется большое количество орнаментально-декоративных композиций (стиль модерн), за исключением работ французского художника А.Тулуз-Лотрека. В течение этого времени наблюдается постепенный переход от книжно-журнальной графики в стиле модерн и натуралистически-картинного стиля к стилю станковой картины.
До второй половины XIX века плакатом называли иногда крупные гравюры, выполнявшие агитационную роль (например, «летучие листки» периода Крестьянской войны и Реформации в Германии (XVI век) (их также относят к жанру лубка)).
Рост популярности плаката связан с увеличением общественно-политической и культурной жизни (развитие зрелищных учреждений, увеличение количества промышленных и художественных выставок, с появлением митингов и манифестаций). Тогда плакаты создавались вручную или методом литографии.
Современный плакат обычно является воспроизведением полиграфическим способом единичного изображения.
Представители жанра плаката второй половины XIX века: Ж. Шере, А. Тулуз-Лотрек, Т. Стейнлен, Э. Грассе и А. Муха (Франция) (считается, что в работах Тулуз-Лотрека впервые проявились специфические черты плаката: обобщённость форм, гротескность, кадрированность изображения, использование силуэта, приём яркого цветового пятна); О. Бёрдсли, Ф. Брэнгвин (Великобритания); У. Брэдли, Э. Пенфилд (США); О. Фишер (Германия).
В начале XX века для рекламных плакатов становится явной тенденция к предметному, конкретному, изображению рекламируемого объекта. Пионерами в этом стали художники Германии: Л. Бернхард, Ю. Клингер, Л. Хольвайн. С 1920-х годов тенденция распространилась на другие страны. Одним из классиков жанра, ярко выразившим стилистические особенности плаката (динамика композиции, метафоричность образа, условность цвета, обобщение форм) является французский художник А. М. Кассандр.
К рекламным плакатам относятся плакаты: торговой рекламы (продукты питания, одежда, мебель, бытовая техника, услуги), издательской рекламы (газеты, журналы, книги, альманахи подписные издания), банковско-финансовой рекламы (лотереи, вклады, займы, акции), туристической рекламы (города, курорты, достопримечательности различных регионов), зрелищной рекламы (кино, театр, балет, опера, эстрада, концерты, выставки, музеи и прочие развлекательные мероприятия).
Отдельное место в ряду плакатов зрелищной рекламы занимают плакаты, рекламирующие фильмы (киноплакаты). Эта разновидность появилась благодаря развитию кинематографа. Первоначально киноплакаты создавались на основе отображения отдельных кадров фильма. С развитием кинематографа как искусства в плакат добавилась образность, стремление показать психологию взаимоотношений главных героев, передать жанр, тематику, атмосферу фильма и пр. Одними из самых знаменитых киноплакатистов мира являются советские художники-конструктивисты Владимир и Георгий Стенберги, работавшие в 1920-е годы. Они создали около 300 киноплакатов к различным фильмам немого кино.
С 1920—1930-х годов плакат стал популярным средством пропаганды техники безопасности в промышленности и строительстве.
В отдельную тематическую разновидность плаката выделяется политический плакат, появившийся в начале XX века и получивший большое распространение в годы Первой мировой войны. Плакатисты этого в Западной Европе: французский художник Т. Стейнлен, немецкие художники Ю. Стейнлен и К. Кольвиц.
Во время Первой мировой войны (1914—1918 гг.) большое распространение получил агитационный плакат. Он использовался для агитации призыва в армию, подписку на военные облигации, помощь раненым и т. п. Стилистика этой разновидности плаката оказала влияние на последующее развитие жанра. Представители, работавшие в этом жанре: А. Лит (Великобритания), Ж. Февр (Франция). Для политического плаката 1920—1930-х гг. характерна проникнутость революционным пафосом. К представителям этого направления относятся такие художники, как Р. Береннь, М. Биро, Б. Уиц (Венгрия).
В России до 1917 года политический плакат был слабо развит и носил лубочный характер. Большое развитие русский политический плакат получил во время Гражданской войны. В дальнейшем политический плакат в СССР был распространён как ни в одной стране мира, нося чуть ли не индустриальный характер и отражая текущую линию политики партии. Плакаты выпускались массово и регулярно вплоть до конца Перестройки. Во всех союзных республиках существовали целые издательства и отделы в издательствах, творческие объединения, специализирующиеся на выпуске политических плакатов. Политические плакаты печатались очень большими тиражами (100 000, 150 000, 200 000, 250 000, 300 000 экз.). Крупнейшие представители русского и советского политического плаката: В. Маяковский, Д. Моор, В. Дени, А. Апсит, М. Черемных, А. Родченко, А. Лавинский, П. Соколов-Скаля, Г. Клуцис, А. Кокорекин, Н. Ватолина, В. Говорков, Н. Долгоруков, В. Корецкий, В. Иванов и другие.
1939—1945 г. г. — появляются выборные плакаты компартий и антифашистские плакаты, а после окончания Второй мировой войны — появляются плакаты в защиту мира. Представители: Г. Пехштейн, Джон Хартфилд (Германия); П. Пикассо (Франция); Л. Мендес (Мексика); Т. Трепковский (Польша).
В 1920—1970 годах в стилистику плаката активно входит живопись, графика и фотоискусство. Представители, работавшие в жанре фотомонтажного плаката: Дж. Хартфилд и советский художник Г. Г. Клуцис.
26 октября 1993 года в Гонконге отпечатан самый большой в мире плакат (его площадь составила 21 936 м²).
С 2004 года проводится художественная акция монстрация, участники которой шествуют по городу с самодельными плакатами.
Большое влияние на стилистическую эволюцию плаката оказало развитие средств массовой информации и полиграфии.
Ознакомиться с плакатами, гравюрами, репродукциями, открытками начала эпохи и современности можно в Российской государственной библиотеке. Фонд РГБ насчитывает порядка 1,5 млн экземпляров.